# St. Petrus (Thüringenhausen)

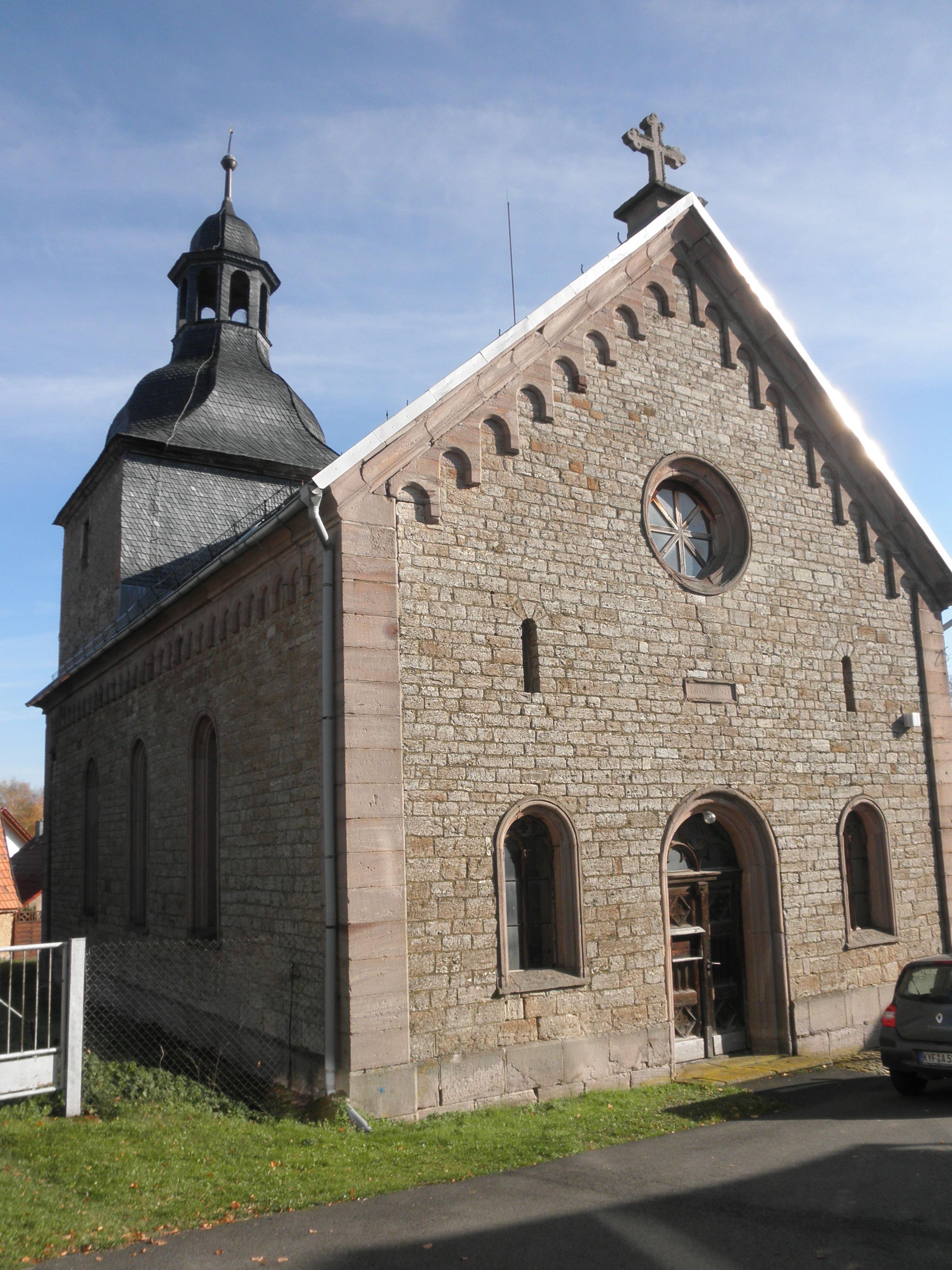
St. Petrus

Die denkmalgeschützte evangelisch-lutherische Kirche St. Petrus steht in Thüringenhausen, einem Ortsteil der Stadt Ebeleben im Kyffhäuserkreis in Thüringen. Der Gemeindeteil Thüringenhausen gehört zum Pfarrbereich Großenehrich des Pfarrbereichs Greußen-Großenehrich im Kirchenkreis Frankenhausen-Bad Sondershausen der Evangelischen Kirche in Mitteldeutschland.

## Beschreibung
Die ursprüngliche Kirche stammt aus dem 14. Jahrhundert; von ihr ist der Chorturm erhalten. Sein schiefergedecktes Geschoss für den Glockenstuhl bekam er erst im 18. Jahrhundert. Die Haube, die in einer offenen Laterne ausläuft und mit einer Turmkugel bekrönt ist, wurde erst danach eingerichtet. Die Kirchenglocke wurde um 1500 gegossen. 
1877 wurde das Langhaus mit drei Achsen im neuromanischen Baustil aus Natursteinmauerwerk errichtet. Die Fassade hat an den Ecken Lisenen und im Dreiecksgiebel und unter der Dachtraufe einen Bogenfries aus rotem Sandstein. 
Der Innenraum ist mit einem Tonnengewölbe überspannt. Seine Ausmalung erfolgte erst 1906. Im eingezogenen, kreuzgratgewölbten Chor sind Reste einer Wandmalerei aus dem 15. Jahrhundert vorhanden, die im 19. Jahrhundert ergänzt wurden. Das neugotische Altarretabel hat geschnitzte Skulpturen vom Anfang des 15. Jahrhunderts, die allerdings restauriert und z. T. erneuert werden mussten. Es ist ein Marienbildnis, das von je sieben Heiligen und Aposteln flankiert wird. Darüber hängt das Gemälde Noli me tangere von Carl Gottfried Pfannschmidt aus dem Jahr 1864. Die Orgel mit 12 Registern, verteilt aus 2 Manuale und Pedal, wurde 1877 von Karl Hickmann gebaut.